# جای اصلی فضاست
فضا مکان ماست (به انگلیسی: Space Is the Place) فیلمی ۱۷۲ دقیقه‌ای به کارگردانی جان کانی با بازی سون را است.